# Революція 1905—1907 в Україні
Революція 1905—1907 в Україні —  загальнонародна демократична революція, частина Революції 1905-1907 в Російськоій імперії. Політичними факторами революції стали:
- архаїчність державного управління у формі самодержавства (абсолютної монархії в Московському царстві та Російській імперії)
- недоліки державної «бюрократичної машини»;
- поглиблення «кризи еліт»;
- відсутність політичних свобод для підданих імперії.

Економічними чинниками революції були:
- наявність залишків кріпосництва на селі;
- необхідність зміни форм селянського землекористування;
- економічна криза 1900–1903 та ін.

Причинами соціально-психологічного характеру стали:
- посилення протистояння між працею і капіталом;
- селянськими товарними і технологічно застарілими поміщицькими господарствами;
- протиріччя між центром та національними окраїнами, державним централізмом та місцевим патріотизмом;
- зростання національної самосвідомості окраїн і національних рухів, революційний романтизм, психологічне піднесення.

Важливим зовнішньополітичним чинником стала поразка імперії Романових в російсько-японській війні 1904—1905.

## Революційні течії в Україні
Революція 1905–1907 в Україні мала ряд окремих революційних течій:
1) рушійною силою революції стало селянство, котре прагнуло завершення аграрної революції. Рух селян був незалежним, оскільки його учасники керувалися власними інтересами, використовували свої засоби боротьби;
2) найбільш активною частиною революційного процесу було робітництво. Очікування робітників були пов'язані з економічними вимогами, а також з усвідомленням необхідності впровадження політичних свобод;
3) складовою революції лишався ліберально-опозиційний рух. Прагнення його учасників були втілені в програми та парламентську діяльність ліберальних партій, які відстоювали ідеологію та інтереси підприємців і дворянства, котре стало на шлях вдосконалення своїх господарств шляхом збільшення їх товаризації;
4) значну частину опозиції становили національно-самостійницькі рухи на теренах українських земель. Соціально-політичні прагнення їх представників (українців, поляків та інших) орієнтувалися на набуття автономії, розвиток національного керівництва, громадських установ;
5) самостійною силою виступили представники партій: Революційна українська партія (РУП), Українська соціал-демократична робітнича партія (есдеки), Українська народна партія (УНП), Партії соціалістів-революціонерів (есери), Російської соціал-демократичної робітничої партії (більшовиків та меншовиків), єврейської партії Бунд, Польської соціал-демократичної партії, Спілка (меншовицька фракція Російської соціал-демократична робітничої партії)
6) помітним потоком виступив консервативно-монархічний табір. Його учасники ("Союз російського народу" та чорносотенний рух; див. "Чорна сотня") прагнули зберегти самодержавство, архаїчну станову структуру, всевладдя бюрократії.

## Етапи революції в Україні
У своєму розвиткові революція 1905–1907 в Україні пройшла кілька етапів, кожний з яких мав свої характерні особливості.

### Перший етап – піднесення (січень-жовтень 1905)
Початок революції поклали події в  Петербурзі 9 січня 1905 – "Кривава неділя". Багатотисячна мирна демонстрація робітників, яку очолював священник Григорій Гапон, була розстріляна перед царським палацом. Ці події спричинили хвилю страйків по всій країні. Згодом російський імператор Микола II публічно проголосив намір піклуватися про "робочий люд", пообіцяв пом'якшити цензуру, розширити права земського і міського самоврядування, розробити проєкт скликання народних представників для законодавчих пропозицій, а наприкінці січня – на початку лютого 1905 утворив комісію "для невідкладного з'ясування причин невдоволення робітників". Під впливом цих подій застрайкували робітники Києва, Харкова, Катеринослава (нині м. Дніпро), Одеси. Протягом січня–березня 1905 в губерніях Східної України страйкувало майже 170 тис. осіб. У багатьох місцях підприємці та царські власті змушені були піти на поступки: поліпшити умови праці, збільшити заробітну плату, скоротити робочий день тощо. Масові селянські заворушення в Україні розпочалися навесні 1905 у вигляді порубок лісів, займання й обробки поміщицьких земель, вимог зниження орендної плати, недозволеного випасу худоби; захоплення збіжжя, реманенту та провіанту в поміщиків та цукрозаводчиків. Влітку селянські виступи досягли свого апогею. У цей час виникла і перша суспільно-політична організація селян – Всеросійський селянський союз. У серпні селянські виступи послабилися, а у вересні 1905 розпочався спад.
Незадоволення виявляла інтеліґенція. Духовенство вимагало відновлення виборного патріарха замість церковного синоду. Активною силою в революції виступило студентство, адже повернення університетам права внутрішньої автономії перетворило їх на центри опозиції і справжні "острови" свободи слова. Не залишилися осторонь військові, з'їзд козацьких офіцерів звернувся до царя із проханням надати конституцію. Навесні 1905 відбулося повстання на Чорноморському флоті на панцернику "Князь Потьомкін Таврійський" під керівництвом Григорія Вакуленчука та Панаса Матюшенка.
У цілому революція на 1-му етапі мала такі риси:
- зростання масової боротьби; посилення її політичного характеру;
- політизація народних мас; активізація процесу самоорганізації суспільства;
- поширення заворушень серед селян та в армії; переплетення робітничого, селянського та національно-визвольних рухів.

### Другий етап – кульмінація (жовтень–грудень 1905)
Другий етап характеризувався зростанням виступів. Значного розмаху набув страйковий рух, який нараховував до 120 тис. робітників. Під впливом революційних подій 17 жовтня 1905 цар підписав Маніфест (див. Маніфест 17 жовтня 1905; у написанні брав участь прем'єр-міністр С.Вітте), що започатковував основи парламентаризму:
- свобода слова, зібрань та організацій;
- дума з дорадчого органу перетворювалася на законодавчий.
- проголошувалася амністія всім політичним в'язням.

Як результат почали виникати перші в Російській політичні партії ліберальної орієнтації – конституційні демократи (кадети; див. Конституційно-демократична партія) та октябристи. Після завершення загальнонаціонального страйку урядово-монархічні сили перейшли в наступ. Виник чорносотенний рух, який об'єднав дрібних торговців, нижчі поліцейські чини, прикажчиків, службовців, збіднілих панів, монархічно налаштованих селян. Чорносотенці розпочали наступ на революцію організацією погромів і переслідуванням активних учасників подій на місцях – політичних  активістів, радикальної інтелігенції. Робітники почали створювати для захисту від "чорної сотні" озброєні дружини. Маніфест 17 жовтня 1905 не зачіпав аграрного питання. 3 листопада 1905 було скасовано викупні платежі 1861 року і розширено повноваження Селянського поземельного банку щодо продажу селянам землі. Із жовтня 1905 розпочався новий спалах селянської війни, масовими стали напади на маєтки та їх підпали.
Свідченням активної масової самоорганізації суспільства стало утворення профспілок. Першою виникла профспілка працівників Пд.-Зх. залізниці. У ході революції осередками професійного руху стали Миколаїв, Одеса, Київ, Катеринослав, Харків та ін. міста. Наприкінці 1905 в Україні існувало майже 80 професійних об'єднань. На 2-му етапі революцій боротьба мала такі риси:
- коротка стабілізація та певне розмежування політичних сил після публікації царського Маніфесту 17 жовтня 1905;
- діалог та легальна взаємодія між опозицією та владними структурами; активне формування багатопартійної системи;
- посилення пропаганди та агітації крайньо-лівих партій – більшовиків та есерів;
- організація лівими силами хвилі збройних повстань у грудні 1905.

### Третій етап – спад (січень 1906 – червень 1907)
Третій етап характеризувався зростанням конфронтації частини адміністративної еліти та державної машини, збільшенням репресій та поступовим згортанням революційного руху. Завдяки прийняттю 15 грудня 1905 закону про вибори до Державної думи Російської імперії було закладено підвалини системи парламентаризму. Внаслідок Виборів в I Державну Думу Російської імперії 27 квітня 1906 розпочала роботу Державна дума Російської імперії I скликання, котра була досить опозиційною. Основним питанням у Думі було аграрне, навколо нього велася жорстока боротьба. Конфронтація між Думою та урядом призвела до її розпуску царем, проіснувавши 72 дні. Були призначені нові Вибори до II Державної Думи Росії, прем'єр-міністром став Петро Столипін, котрий контролював також міністерство внутрішніх справ Російської імперії. Запущений ним репресивний механізм спрямовувався проти свободи слова, на заборону профспілок та арешт активістів. Робітників-страйкарів звільняли та включали до "чорних списків" (ті, хто до них потрапляв, не могли знайти роботу). Радикальним заходом влади стало введення військово-польових судів, якими було заслухано 1100 справ, з яких 950 із вироком смертної кари, 85 – заслання, каторжні роботи в Сибіру. Урядовий терор спровокував повстанські рухи та тероризм.
У лютому 1907 розпочала роботу Державна дума Російської імперії IІ скликання, яка була ще більш опозиційною до царя, ніж попередня, що призвело до її розпуску 3 червня 1907, проіснувавши 102 дня. Почалася нова хвиля репресій, деякі радикальні депутати були заарештовані, соціал-демократична фракція засуджена до заслання в Сибір. Розпуск 2-ї Думи і проголошення нового виборчого закону (Третьочервневий переворот), за яким 51 % місць у Думі відводився дворянам-землевласникам, був проведений без погодження з Державною думою і Державною радою Імперії, що було грубим порушенням імператорського Маніфесту 17 жовтня 1905.. 1 листопада 1907 відкрилася 3-тя Держ. дума. Соціальний склад депутатів суттєво відрізнявся від Думи 1-го та 2-го скликань, що давало підстави вважати її "чорносотенно-кадетською". Головною постаттю революції в цей період був Петро Столипін, який виступав рушієм та ідеологом реформ. На Столипіна було здійснено 11 замахів, під час останнього, здійсненого у Києві Дмитром Богровим, він був смертельно поранений і помер.
На 3 етапі революції боротьба мала такі риси:
- посиленням репресій, зменшення масштабів та інтенсивності робітничих страйків і селянських виступів;
- переходом більшості політтичних партій у підпілля та поширенням терористичних форм боротьби;
- спробами опозиції продовжити антиімперську боротьбу парламентськими методами у стінах Державної думи; переходом царату в наступ.

Революційні події 1905–1907 не вирішила всіх проблем України, але відкрили українцям на короткий проміжок часу, шлях до політичної та національно-культурні єдності та дещо покращила соціально-економічний стан населення.